# Counselor to the President

Logo van het Witte Huis

Counselor to the President is de functietitel van de hoogst geplaatste assistent van de president van de Verenigde Staten op het gebied van communicatie, en lid van de Executive Office of the President.
Tijdens de regering van George W. Bush had de Counselor toezicht over de communicatie, mediazaken, het persbureau en het schrijven van speeches. Tijdens de regering van Barack Obama werd de functie aanvankelijk afgeschaft en verdeeld over drie adviseurs: David Axelrod, Pete Rouse en Valerie Jarrett. Op 6 januari 2011 werd de functie niettemin alsnog ingesteld en toebedeeld aan Rouse. 

## Counselors Richard Nixon (1969–1974)
| Senior Advisor | Senior Advisor  | Senior Advisor              | Ambtstermijn     | Ambtstermijn      | Partij |
| -------------- | --------------- | --------------------------- | ---------------- | ----------------- | ------ |
|                | Arthur Burns    | Arthur Burns (1904–1987)    | 20 januari 1969  | 5 november 1969   | R      |
|                | Pat Moynihan    | Pat Moynihan (1927–2003)    | 5 november 1969  | 31 december 1970  | D      |
|                | Bryce Harlow    | Bryce Harlow (1916–1987)    | 5 november 1969  | 10 december 1970  | R      |
|                | Robert Finch    | Robert Finch (1925–1995)    | 23 juni 1970     | 15 december 1972  | R      |
|                | Donald Rumsfeld | Donald Rumsfeld (1932–2021) | 10 december 1970 | 15 oktober 1971   | R      |
|                | Anne Armstrong  | Anne Armstrong (1927–2008)  | 20 januari 1973  | 18 december 1974  | R      |
|                | Dean Burch      | Dean Burch (1927–1991)      | 8 maart 1974     | 31 december 1974  | R      |
|                | Kenneth Rush    | Kenneth Rush (1910–1994)    | 30 mei 1974      | 19 september 1974 | R      |

## Counselors Gerald Ford (1974–1977)
| Senior Advisor | Senior Advisor | Senior Advisor             | Ambtstermijn    | Ambtstermijn      | Partij |
| -------------- | -------------- | -------------------------- | --------------- | ----------------- | ------ |
|                | Anne Armstrong | Anne Armstrong (1927–2008) | 20 januari 1973 | 18 december 1974  | R      |
|                | Dean Burch     | Dean Burch (1927–1991)     | 8 maart 1974    | 31 december 1974  | R      |
|                | Kenneth Rush   | Kenneth Rush (1910–1994)   | 30 mei 1974     | 19 september 1974 | R      |
|                | Bob Hartmann   | Bob Hartmann (1917–1994)   | 9 augustus 1974 | 20 januari 1977   | R      |
|                | John Marsh     | John Marsh (1926–2019)     | 9 augustus 1974 | 20 januari 1977   | D      |
|                | Rogers Morton  | Rogers Morton (1914–1979)  | 2 februari 1976 | 1 april 1976      | R      |

## Counselor Ronald Reagan (1981–1989)
| Senior Advisor | Senior Advisor | Senior Advisor     | Ambtstermijn    | Ambtstermijn     | Partij |
| -------------- | -------------- | ------------------ | --------------- | ---------------- | ------ |
|                | Edwin Meese    | Edwin Meese (1931) | 20 januari 1981 | 25 februari 1985 | R      |

## Counselor George H.W. Bush (1989–1993)
| Senior Advisor | Senior Advisor  | Senior Advisor              | Ambtstermijn    | Ambtstermijn    | Partij |
| -------------- | --------------- | --------------------------- | --------------- | --------------- | ------ |
|                | Clayton Yeutter | Clayton Yeutter (1930–2017) | 1 februari 1992 | 20 januari 1993 | R      |

## Counselors Bill Clinton (1993–2001)
| Senior Advisor | Senior Advisor | Senior Advisor      | Ambtstermijn     | Ambtstermijn    | Partij |
| -------------- | -------------- | ------------------- | ---------------- | --------------- | ------ |
|                | David Gergen   | David Gergen (1942) | 29 mei 1993      | 10 juni 1994    | R      |
|                |                | Bill Curry (1951)   | 21 februari 1995 | 20 januari 1997 | D      |
|                | Paul Begala    | Paul Begala (1961)  | 17 augustus 1997 | 10 maart 1999   | D      |
|                | Ann Lewis      | Ann Lewis (1937)    | 10 maart 1999    | 20 januari 2001 | D      |

## Counselors George W. Bush (2001–2009)
| Senior Advisor | Senior Advisor | Senior Advisor      | Ambtstermijn    | Ambtstermijn    | Partij |
| -------------- | -------------- | ------------------- | --------------- | --------------- | ------ |
|                | Karen Hughes   | Karen Hughes (1956) | 20 januari 2001 | 8 juli 2002     | R      |
|                | Dan Bartlett   | Dan Bartlett (1971) | 5 januari 2005  | 5 juli 2007     | R      |
|                | Ed Gillespie   | Ed Gillespie (1961) | 5 juli 2007     | 20 januari 2009 | R      |

## Counselors Barack Obama (2009–2017)
| Senior Advisor | Senior Advisor | Senior Advisor      | Ambtstermijn    | Ambtstermijn     | Partij |
| -------------- | -------------- | ------------------- | --------------- | ---------------- | ------ |
|                | Pete Rouse     | Pete Rouse (1946)   | 13 januari 2011 | 1 januari 2014   | D      |
|                | John Podesta   | John Podesta (1949) | 1 januari 2014  | 13 februari 2015 | D      |

## Counselors Donald Trump (2017–2021)
| Senior Advisor | Senior Advisor   | Senior Advisor                         | Ambtstermijn    | Ambtstermijn     | Partij |
| -------------- | ---------------- | -------------------------------------- | --------------- | ---------------- | ------ |
|                | Steve Bannon     | Steve Bannon (Chief Strategist) (1953) | 20 januari 2017 | 18 augustus 2017 | R      |
|                | Kellyanne Conway | Kellyanne Conway (1967)                | 20 januari 2017 | 31 augustus 2020 | R      |
|                | Johnny DeStefano | Johnny DeStefano (1979)                | 9 februari 2018 | 24 mei 2019      | R      |
|                | Hope Hicks       | Hope Hicks (1988)                      | 8 maart 2020    | 12 januari 2021  | R      |
|                | Derek Lyons      | Derek Lyons (1977)                     | 20 mei 2020     | 20 januari 2021  | R      |

## Counselors Joe Biden (2021–2025)
| Senior Advisor | Senior Advisor  | Senior Advisor         | Ambtstermijn    | Ambtstermijn    | Partij |
| -------------- | --------------- | ---------------------- | --------------- | --------------- | ------ |
|                | Jeffrey Zients  | Jeff Zients (1966)     | 20 januari 2021 | 4 april 2022    | D      |
|                | Steve Ricchetti | Steve Ricchetti (1957) | 20 januari 2021 | 20 januari 2025 | D      |

## Counselors Donald Trump (2025–heden)
| Senior Advisor | Senior Advisor | Senior Advisor       | Ambtstermijn    | Ambtstermijn | Partij(en) |
| -------------- | -------------- | -------------------- | --------------- | ------------ | ---------- |
|                | Peter Navarro  | Peter Navarro (1949) | 20 januari 2025 | heden        | R          |
|                | Alina Habba    | Alina Habba (1984)   | 20 januari 2025 | heden        | R          |
|                |                | Stanley Woodward     | 20 januari 2025 | heden        | R          |